# منتخب سلوفاكيا لكرة السلة
منتخب سلوفاكيا لكرة السلة هو ممثل سلوفاكيا الرسمي في المنافسات الدولية في كرة السلة. ينتمي إلى منطقة الاتحاد الأوروبي لكرة السلة. انضم إلى الاتحاد الدولي لكرة السلة في عام 1993.